# Johan van de Vijver
Johan van de Vijver (22 de agosto de 1915-20 de febrero de 2005) fue un deportista neerlandés que compitió en ciclismo en la modalidad de pista Ganó tres medallas en el Campeonato Mundial de Ciclismo en Pista entre los años 1935 y 1938.

## Medallero internacional
| Campeonato Mundial | Campeonato Mundial       | Campeonato Mundial | Campeonato Mundial       |
| Año                | Lugar                    | Medalla            | Competición              |
| ------------------ | ------------------------ | ------------------ | ------------------------ |
| 1935               | Bruselas (Bélgica)       | Medalla de bronce  | Velocidad individual (A) |
| 1937               | Copenhague (Dinamarca)   | Medalla de oro     | Velocidad individual (A) |
| 1938               | Ámsterdam (Países Bajos) | Medalla de oro     | Velocidad individual (A) |